# Поглиблення Європейського Союзу
Поглиблення (англ. Deepening) інтеграції між державами Європейського Союзу. Говорять про дві тенденції в розвитку Європейського Союзу: поглиблення і розширення. Курс на поглиблення закріплений в Договорі про Європейський Союз (стаття 1), як прагнення створити в Європі “дедалі міцніший союз” (англ. an ever closer union) між народами, і реалізується через митний союз, спільний ринок, єдину валюту, спільні політики тощо. Поглиблення відбувається паралельно з розширенням, а часом навіть розглядається як необхідний попередній крок. Зокрема, саме майбутнє розширення стало головною спонукою до рішень про реформування основних політик Спільноти (спільної сільськогосподарської і структурної) та його інституцій.